# Neerdorp
Neerdorp is een Sallandse buurtschap in de gemeente Rijssen-Holten in de Nederlandse provincie Overijssel.
Neerdorp wordt gescheiden van Holten door de Deventerweg (N344). Het ligt tegen de zuidwestzijde van de Holterberg, onderdeel van Nationaal Park Sallandse Heuvelrug. Tot 2001 hoorde Neerdorp onder de gemeente Holten, totdat deze gemeente met de gemeente Rijssen werd samengevoegd.
Neerdorp telde in 2007 320 inwoners. De bevolkingsdichtheid is 57 inwoners per vierkante kilometer.
Stad: Rijssen      Dorp: Holten

Buurtschappen: Beuseberg · Borkeld · Dijkerhoek · Espelo · Holterbroek · Ligtenberg · Look · Neerdorp

Overijssel · Steden en dorpen in Overijssel      Nederland · Provincies · Gemeenten